# Agnesbergsskredet
Agnesbergsskredet var ett av efterkrigstidens många jordskred i Västsverige.
Raset inträffade i strandkanten av Agnesbergs industriområde, norr om Göteborg, vid östra kanten av Göta älv, den 14 april 1993. 
Skredet, som omfattade ett ca 80 x 30 m stort område längs Göta älv, sträckte sig fram till en industribyggnad.
Skredet upptäcktes av en lots på ett fartyg kl 9, och då hade ett ca 20 x 50 m stort område glidit ut i älven. Några timmar senare inträffade ett 8 m brett bakåtgripande skred och senare under samma dag ett antal små skred i anslutning till huvudskredet. Vid Göteborgs kommuns vattenintag någon kilometer nedströms registrerades samma dag kl 06.00 och 09.45 kraftigt ökad slamhalt i vattnet. Av allt att döma började skredförloppet med ett undervattensskred, sannolikt i den branta slänten mot djuprännan i älven.
Omfattande skyddsåtgärder och förstärkningsarbeten har skett med statliga och kommunala medel.